# Pindoretama
Pindoretama är en kommun i Brasilien.   Den ligger i delstaten Ceará, i den östra delen av landet, 1 700 km nordost om huvudstaden Brasília. Antalet invånare är 18 691.
Omgivningarna runt Pindoretama är huvudsakligen savann. Runt Pindoretama är det ganska tätbefolkat, med 111 invånare per kvadratkilometer.